# Meiopriapulus fijiensis
Meiopriapulus fijiensis (лат.) — вид морских беспозвоночных из семейства Tubiluchidae класса приапулид, единственный в составе рода Meiopriapulus.

## Описание
Мелкие червеобразные организмы, длина до 2 мм. Предположительно детритофаги. Глотка невооружённая.

## Распространение
Обитают в Индийском и Тихом океанах на морском дне от прибрежной литорали до мелководья тёплых тропических морей.